# Ченчи, Массимо
Ма́ссимо Че́нчи (итал. Massimo Cenci; род. 8 июня 1967, Сан-Марино) — политик, капитан-регент (глава государства) Сан-Марино с 1 апреля по 1 октября 2009 года.

## Молодость
Массимо Ченчи получил первую степень по экономике в Болонском университете. Затем он получил степень магистра по организации футбольных компаний и степень магистра по коммуникациям в Университете Сан-Марино. Ченчи — налоговый консультант, он был секретарём Палаты налоговых консультантов с 2001 по 2003 год.

## Политика
С 1999 по 2003 год Ченчи был секретарем городского совета Сан-Марино. В 2005 году он стал одним из основателей Новой социалистической партии (Nuovo Partito Socialista), в которой занял должность заместителя секретаря. На выборах 2008 года он был избран от Списка свободы в Генеральный совет Сан-Марино . Он входил в комитет по внутренним делам и финансам и был членом делегации Сан-Марина в Межпарламентском союзе. С 1 апреля по 1 октября 2009 года вместе с Оскаром Миной занимал должность Капитана-регента (главы государства) Сан-Марино. С 2011 по 2012 год он был членом Антимафиозной комиссии. После того, как Новая социалистическая партия вышла из правительственной коалиции в июле 2012 года, Ченчи вышел из партии и заявил, что продолжает поддерживать правительство. На парламентских выборах 2012 года он был избран от партии «Noi Sammarinesi», которая выступила в совместном списке с Христианско-демократической партией. Ченчи стал членом Комитета по финансам и здоровью.